# Marquez Callaway
Márquez Antonio Callaway (nacido el 27 de marzo de 1998) es un wide receiver de fútbol americano. Actualmente es agente libre. Jugó fútbol americano universitario para Tennessee.

## Carrera en el instituto
Callaway asistió y jugó al fútbol americano en la escuela secundaria Warner Robins High School en Warner Robins, Georgia. Valorado con 4 estrellas en el proceso de reclutamiento, Callaway se comprometió con Tennessee a jugar fútbol americano universitario a pesar de las ofertas de Alabama, Florida, Georgia, Michigan State y Notre Dame, entre otros.

## Carrera universitaria
Callaway tuvo 92 recepciones para 1,646 yardas y 13 touchdowns por recepción en sus cuatro temporadas en Tennessee.

### Estadísticas universitarias
| Año                 | Universidad         | GP | Recepción | Recepción | Recepción | Recepción | Recepción |
| Año                 | Universidad         | GP | Rec       | yardas    | Promedio  | TD        |           |
| ------------------- | ------------------- | -- | --------- | --------- | --------- | --------- | --------- |
| 2016                | Tennessee           | 1  | 1         | 13        | 13.0      | 0         |           |
| 2017                | Tennessee           | 10 | 24        | 406       | 16.9      | 5         |           |
| 2018                | Tennessee           | 11 | 37        | 592       | 16.0      | 2         |           |
| 2019                | Tennessee           | 13 | 30        | 635       | 21.2      | 6         |           |
| Carrera profesional | Carrera profesional | 35 | 92        | 1,646     | 17.9      | 13        |           |

## Carrera profesional

### New Orleans Saints
En abril de 2020, Callaway firmó con los New Orleans Saints como agente libre no reclutado después del Draft de la NFL de 2020. Hizo su debut en la NFL en la semana 2 contra Las Vegas Raiders jugando en la ofensiva y en equipos especiales. En la semana 4, contra los Detroit Lions, tuvo su primera recepción profesional en una recepción de 16 yardas en la victoria por 35-29. En un enfrentamiento de la semana 5 contra Los Angeles Chargers, Callaway fue blanco seis veces e hizo cuatro recepciones para 34 yardas.
El 25 de octubre de 2020, en un juego contra los Carolina Panthers, Callaway atrapó el pase completo número 7000 de Drew Brees. Terminó el juego con ocho recepciones para 75 yardas, ambos máximos del equipo. Fue colocado en la reserva de lesionados el 5 de diciembre de 2020. Fue activado el 24 de diciembre.

### Denver Broncos
El 24 de marzo de 2023, Callaway fichó por los Denver Broncos, pero rescindieron su contrato el 29 de agosto de 2023.

### Las Vegas Raiders
El 30 de agosto de 2023 firmó con las escuadra de prácticas de Las Vegas Raiders. Fue liberado el 11 de octubre.

### Estadísticas en su carrera en la NFL
| Año                 | Equipo              | Partidos | Partidos | Recepción | Recepción | Recepción | Recepción | Recepción | Retorno de patada inicial | Retorno de patada inicial | Retorno de patada inicial | Retorno de patada inicial | Retorno de patada inicial | Devolución de despeje | Devolución de despeje | Devolución de despeje | Devolución de despeje | Devolución de despeje | corriendo | corriendo | corriendo | corriendo | corriendo | Fumbles | Fumbles |
| Año                 | Equipo              | GP       | GS       | Rec       | Yds       | Avg       | Lng       | TD        | Ret                       | Yds                       | Avg                       | Lng                       | Td                        | Ret                   | Yds                   | Avg                   | Lng                   | TD                    | Att       | Yds       | Avg       | Lng       | TD        | Fum     | Lost    |
| ------------------- | ------------------- | -------- | -------- | --------- | --------- | --------- | --------- | --------- | ------------------------- | ------------------------- | ------------------------- | ------------------------- | ------------------------- | --------------------- | --------------------- | --------------------- | --------------------- | --------------------- | --------- | --------- | --------- | --------- | --------- | ------- | ------- |
| 2020                | NO                  | 11       | 3        | 21        | 213       | 10.1      | 27        | 0         | 4                         | 94                        | 23.5                      | 29                        | 0                         | 11                    | 122                   | 11.1                  | 19                    | 0                     | 0         | 0         | -         | -         | 0         | 0       | 0       |
| 2021                | NO                  | 17       | 11       | 46        | 698       | 15.2      | 58        | 6         | 0                         | 0                         | -                         | -                         | 0                         | 1                     | 2                     | 2.0                   | 2                     | 0                     | 0         | 0         | -         | -         | 0         | 0       | 0       |
| Carrera profesional | Carrera profesional | 28       | 14       | 67        | 911       | 13.6      | 58        | 6         | 4                         | 94                        | 23.5                      | 29                        | 0                         | 12                    | 124                   | 10.3                  | 21                    | 0                     | 0         | 0         | -         | -         | 0         | 0       | 0       |